# The Cat Gambler
Série Woman Gambler
Woman Gambler
(1965)
Pour plus de détails, voir Fiche technique et Distribution.
The Cat Gambler (賭場の牝猫, Toba no mesuneko) est un film japonais de Haruyasu Noguchi sorti en 1965. C'est le premier volet de la trilogie Woman Gambler.

## Synopsis
Voilà un an que le père de Yukiko Eguchi, un artisan travaillant l'ivoire, a été assassiné et l'enquête menée par l'inspecteur Kinoshita piétine. Ce que Yukiko n'a pas révélé à la police, c'est que son père fabriquait aussi des dés truqués pour les yakuzas. Elle s'entraîne à lancer les dés afin de pouvoir écumer les maisons de jeu et découvrir qui est l'assassin de son père. Shōji Itō, un joueur professionnel fraichement sorti de la prison d'Abashiri l'aide dans sa quête et devient son amant.

## Fiche technique
- Titre : The Cat Gambler[1]
- Titre original : 賭場の牝猫 (Toba no mesuneko?)[2]
- Réalisation : Haruyasu Noguchi
- Scénario : Kenzō Asada et Jun Ueda
- Photographie : Toshitarō Nakao
- Montage : Chikaya Inoue
- Musique : Kōichi Kawabe (ja)
- Direction artistique : Kimihiko Nakamura
- Son : Saburō Takahashi
- Éclairages : Kazuo Yoshida
- Société de production : Nikkatsu
- Pays d'origine :  Japon
- Langue originale : japonais
- Format : noir et blanc - 2,35:1 - 35 mm - son stéréophonique
- Genres : Yakuza eiga et action
- Durée : 88 minutes (métrage : 8 bobines - 2 411 m[3])
- Date de sortie : Japon : 28 juillet 1965[3]

## Distribution
- Yumiko Nogawa : Yukiko Eguchi
- Hideaki Nitani : Shōji Itō
- Kaku Takashina (en) : le boss Arikawa
- Hiroshi Kōno : le boss Hamanaka
- Fukae Zhang Xi (ja) : le boss Shinohara
- Eiji Gō : le boss Wada
- Ichirō Sugai : l'inspecteur Kinoshita
- Tatsuya Fuji : l'inspecteur Endo
- Keisuke Yukioka : le chef de la section des enquêtes
- Ryūsei Itō : Kinjirō Eguchi, le père de Yukiko